# 欧亚族
欧亚族，在新加坡是指欧洲（白人）和亚洲地区的亚裔（南亚裔如印度裔、华人等）结合后生下来的后代，为新加坡的一个少数族裔，人口占新加坡总人口的1%，其中以英中混血儿为主。欧亚族的名字源于于19世纪的一位在印度工作的殖民地官员。

## 历史
19世纪以前，由于贸易关系，有零星的葡萄牙人、西班牙人到此与当地人通婚。因此在19世纪以前，当地主要使用葡萄牙语。
1819年后，随着英国殖民主义扩张，当时新加坡所属的马来亚地区沦为英国殖民地。在殖民地时期，殖民者与被殖民者之间的通婚极为普遍。第一批欧亚族也由此而生。19世纪中后期由于中国清朝政府问题，大量中国人前往南洋谋生。双方也进行了大规模的通婚。
1957年，马来西亚政府与英国达成协议独立，随后种族冲突加剧，并于1964年及1965年达到极致，发生大规模的排华事件。1965年新加坡独立。及后大批有华人血统的混血儿前往新加坡。新加坡欧亚族开始形成。

## 语言
欧亚族以英语为母语，少部分人使用以葡萄牙语为词汇来源语的克里奥尔语，克里斯坦语沟通。